# 사림 (전한)
사림(師臨, ? ~ ?)은 전한 말기의 관료로, 자는 자위(子威)이며, 영천군 사람이다.

## 행적
영시 4년(기원전 13년), 광록대부에서 수형도위로 승진하였다가 8개월 후 우부풍으로 전임되었다.
원연 3년(기원전 10년), 패군도위로 좌천되었다.

## 출전
- 반고, 《한서》 권19하 백관공경표 下

| 전임 순우장 | 전한의 수형도위 기원전 13년 | 후임 반백? |

| 전임 팽선 | 전한의 우부풍 기원전 13년 ~ 기원전 10년 | 후임 소육 |